# Kanton Geaune
Geaune is een voormalig kanton van het Franse departement Landes. Het kanton maakte deel uit van het arrondissement Mont-de-Marsan. Het is ingevolge het decreet van 18.2.2014 volledig opgenomen in het nieuwe kanton Chalosse Tursan.

## Gemeenten
Het kanton Geaune omvatte de volgende gemeenten:
- Arboucave
- Bats
- Castelnau-Tursan
- Clèdes
- Geaune (hoofdplaats)
- Lacajunte
- Lauret
- Mauries
- Miramont-Sensacq
- Payros-Cazautets
- Pécorade
- Philondenx
- Pimbo
- Puyol-Cazalet
- Samadet
- Sorbets
- Urgons